# S4行動
S4行動或者Action S4，是由香港勞工處的青年就業服務《青見計劃》與香港社會服務聯會聯合主辦，作為《青見計劃》下的一項大型的就業計劃。
經過與社會服務界合作，由《青見計劃》資助，由培訓機構提供職位以及培訓導師，為學員提供見習就業的機會，以及提升個人素質的有利環境。
參加S4行動的青少年，獲安排於社會服務機構工作，接受為期6至9個月的在職培訓。透過導師的指導、個案經理的支援、實際工作的體驗，重整其個人職志面貌、重新肯定自己的價值及以積極的態度來建造未來。

## 名稱解釋
「S4」代表著青少年四種個人發展的素質：
- Self-respect（自尊）
- Self-confidence（自信）
- Self-reflection（自省）及
- Self-enhancement（自強）

「行動」則指參與的青少年與機構，以行動來實踐這個計劃的理念。